# Tor Lupara
Tor Lupara is een plaats (frazione) in de Italiaanse gemeente Fonte Nuova.